# Chantal De Smet
Chantal De Smet (1945) is een Belgische feministe die mee aan de grondslag lag van de Dolle Mina's in België.

## Levensloop
Chantal De Smet groeide op in Oostende in een communistisch georiënteerd gezin. De Smet studeerde kunstgeschiedenis aan de UGent. Tijdens haar studie was ze betrokken bij de Studenten Vakbeweging. Op 4 maart 1970 vond de eerste Dolle Mina actie plaats in Antwerpen. Op 8 maart 1970, internationale vrouwendag, richtte De Smet de Gentse afdeling van de Dolle Mina's in België op. Die dag protesteerden zij voor gelijke arbeidsvoorwaarden voor mannen en vrouw. Hun actie was gericht op een verzekeringsmaatschappij waar mannelijke werknemers aan hun bureau mochten roken, maar vrouwen niet. Hierbij gebruikten zij de provocerende tekst dat vrouwen ook ‘recht [hadden] op longkanker’. De eerste actie van de Gentse afdeling had betrekking op het gebrek aan plekken voor kinderopvang en vond plaats bij een kinderopvang die op dat moment al twaalf jaar gesloten was.
Op 11 november 1972 organiseerde De Smet de eerste Vrouwendag in Brussel. Bij de Vrouwendag waren onder meer Simone de Beauvoir en Germaine Greer aanwezig.
In 1988 werd ze directeur aan de Koninklijke Academie voor Schone Kunsten Gent (KASK). Van 1989 tot 1996 was ze de eerste vrouwelijke decaan van de Gentse Academie Voor Schone Kunsten (KASK). Daarnaast was ze voorzitter van het Europees Netwerk van Kunstuniversiteiten (ELIA of European League of Institutes of the Arts).